# Basilique Saint-Nicolas de Bochnia
Pour les articles homonymes, voir Église Saint-Nicolas.
La basilique Saint-Nicolas (en polonais : Bazylika św. Mikołaja w Bochni) est une église catholique romaine située à Bochnia dans la voïvodie de Petite-Pologne. L'église paroissiale du diocèse de Tarnów avec le titre de basilique mineure est également un sanctuaire de Notre-Dame du Rosaire. 
La plus ancienne et la plus grande église de Bochnia a été construite au XVe siècle dans le style gothique, puis reconstruite au XVIIe siècle dans le style baroque après l'incendie de la ville dû au Déluge suédois ; elle est classée monument historique.
À côté de l'église se trouve un clocher en bois isolé, construit au début du XVIIe siècle, à l'origine de l'église des Bernardins (nom polonais des Observants franciscains d'après Bernardin de Sienne) installés à Bochnia, aujourd'hui disparue. Il a été reconstruit entre 1990 et 1993, après avoir été détruit par un incendie en 1987. Le clocher est une étape sur le sentier de l'architecture en bois de la voïvodie de Petite-Pologne. 

## Galerie

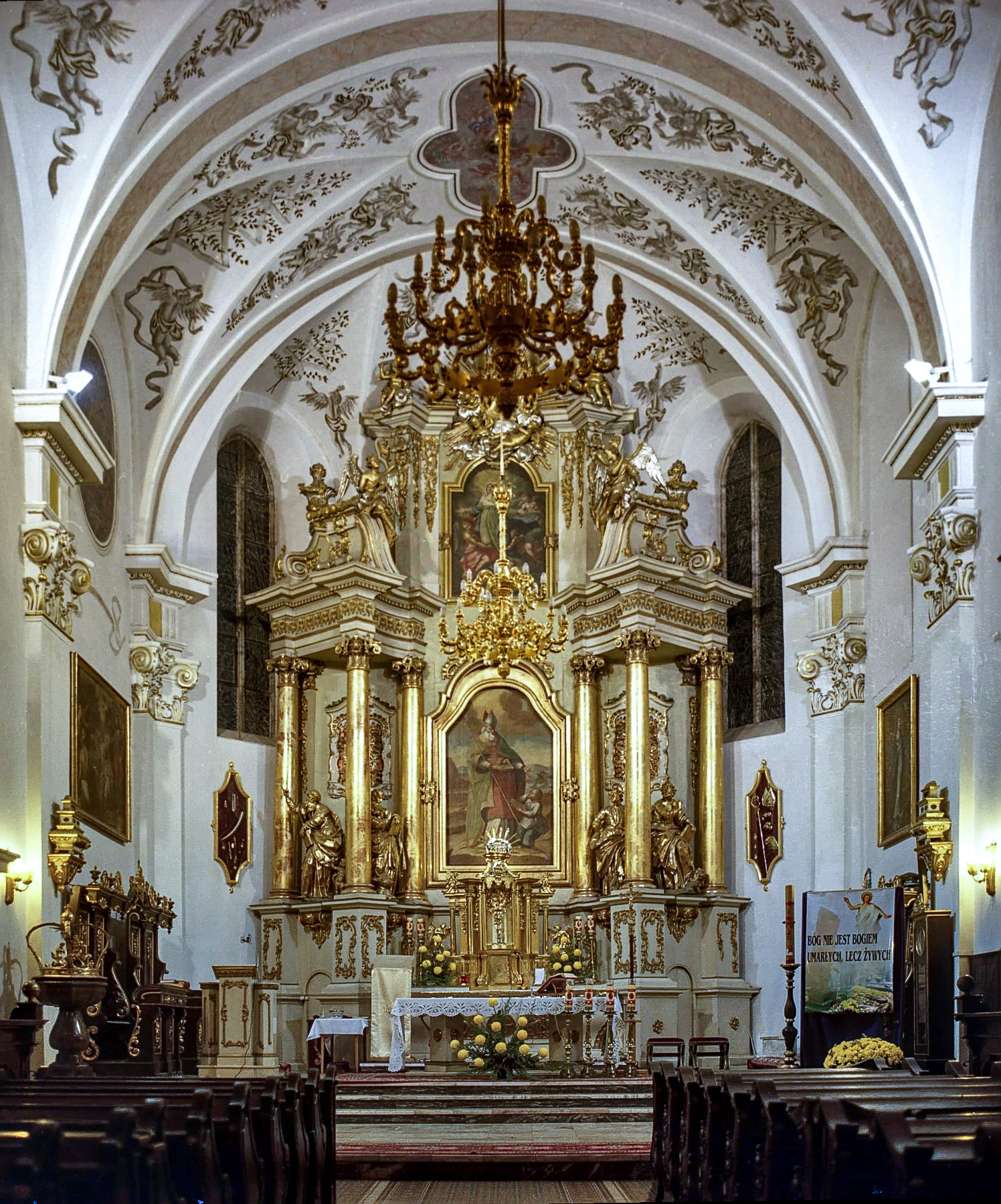
Chœur et maître-autel.
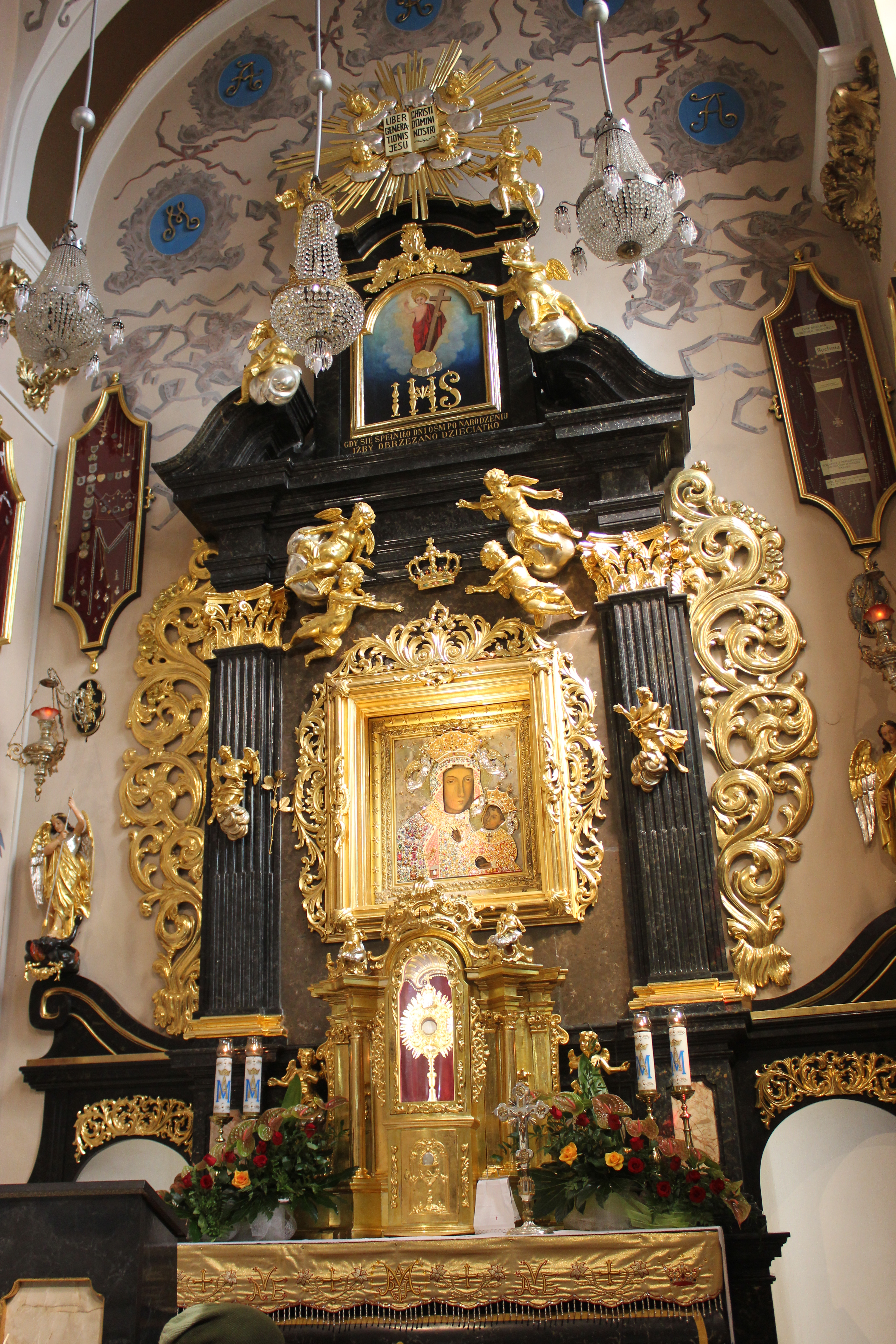
Notre-Dame du Rosaire.
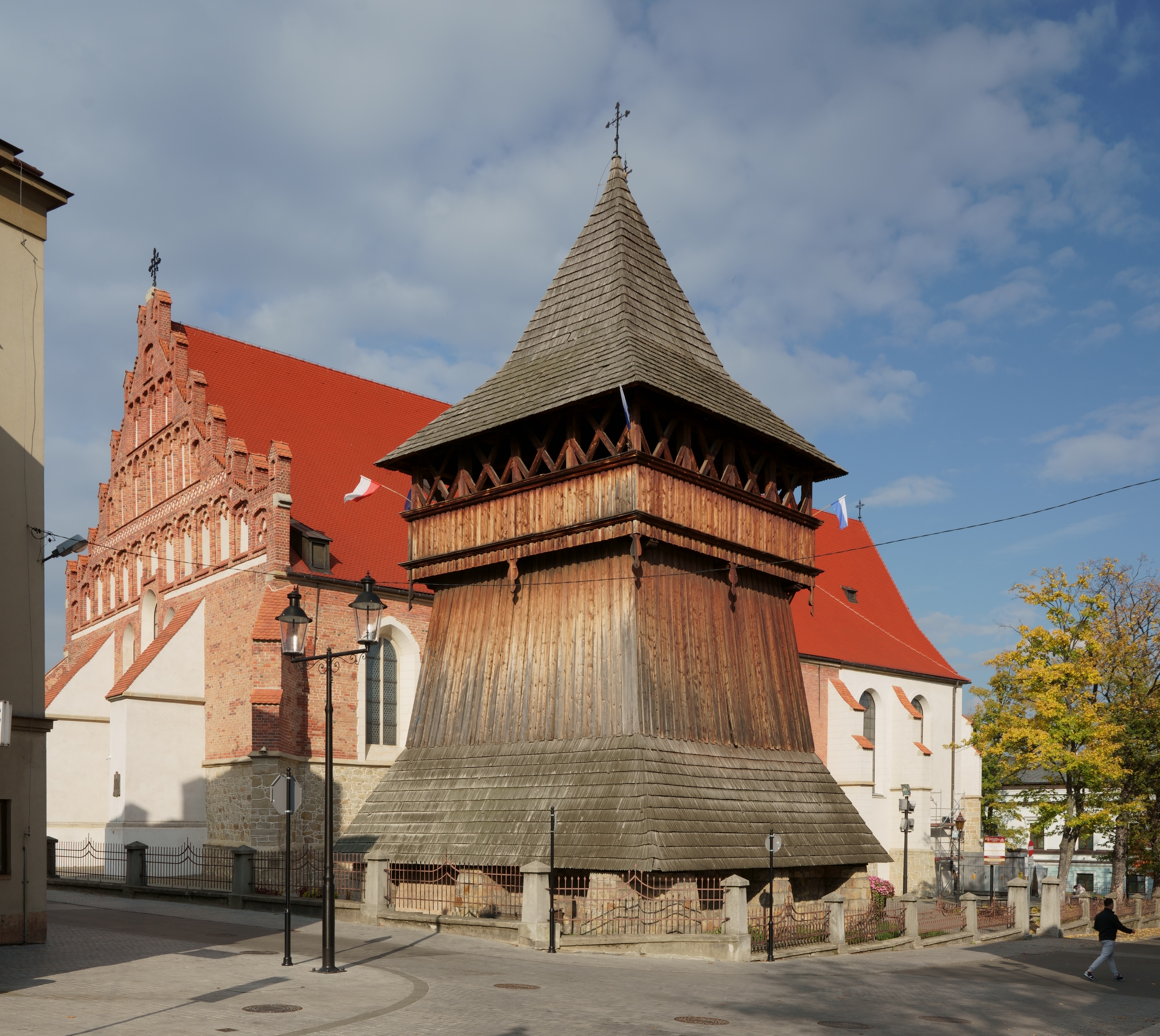
Le clocher.